# Ciriacremum ascicaudata
Ciriacremum ascicaudata är en insektsart som beskrevs av Altnt, Hoess och Burckhardt 2007. Ciriacremum ascicaudata ingår i släktet Ciriacremum och familjen rundbladloppor.
Artens utbredningsområde är Gabon. Inga underarter finns listade i Catalogue of Life.